# David Brenner (1962)
David S. Brenner (Hollywood (Californië), 2 juni 1962 – West Hollywood (Californië), 17 februari 2022) was een Amerikaanse filmeditor. Hij werkte samen met regisseurs Oliver Stone, Roland Emmerich en Zack Snyder. In 1990 won hij een Oscar voor de montage van Born on the Fourth of July.

## Carrière
David Brenner startte eind jaren 1980 zijn carrière als filmeditor onder de hoede van Oliver Stone, die in die periode koos voor de ongebruikelijke techniek van "team editing" (groepsmontage) en regelmatig een beroep deed op jonge editors als Brenner, Joe Hutshing, Pietro Scalia and Julie Monroe. Brenner begon met de film Talk Radio (1988) en mocht twee jaar later ook meewerken aan de montage van de Ron Kovic-biopic Born on the Fourth of July. Voor die prent wonnen Brenner en Hutshing in maart 1990 een Oscar. In de daaropvolgende jaren verzorgde Brenner ook de montage van de Stone-films The Doors (1991), Heaven & Earth (1993), World Trade Center (2006) en Wall Street: Money Never Sleeps (2010). De echtgenote van Brenner, Amber Dixon, had ook een kleine rol in de films Wall Street: Money Never Sleeps en Savages (2012) van Stone.
In 1996 werkte Brenner met de Duitse actieregisseur Roland Emmerich samen aan de sciencefictionfilm Independence Day. De film werd met een opbrengst van 800 miljoen dollar een kaskraker. Later werd Brenner door Emmerich ook ingeschakeld voor de montage van The Patriot (2000), The Day After Tomorrow (2004) en 2012 (2009).
Ook met actieregisseur Zack Snyder werkte Brenner meermaals samen. In 2013 monteerde hij de superheldenfilm Man of Steel voor Snyder, een jaar later verzorgde hij de montage van 300: Rise of an Empire, dat door Snyder geschreven werd. Daarnaast is Brenner ook de editor van de door Snyder geregisseerde superheldenfilm Batman v Superman: Dawn of Justice (2016).

## Prijzen en nominaties
Academy Awards:
1990 – Born on the Fourth of July (gewonnen)
Satellite Awards:
1997 – Independence Day (gewonnen)
2009 – 2012 (genomineerd)

## Filmografie
| - Talk Radio (1988) - Born on the Fourth of July (1989) - The Doors (1991) - Night and the City (1992) - Heaven & Earth (1993) - The River Wild (1994) - Fear (1996) - Independence Day (1996) - Lolita (1997) - What Dreams May Come (1998) - The Patriot (2000) - Identity (2003) |  | - The Day After Tomorrow (2004) - World Trade Center (2006) - Wanted (2008) - 2012 (2009) - Wall Street: Money Never Sleeps (2010) - Pirates of the Caribbean: On Stranger Tides (2011) - Man of Steel (2013) - 300: Rise of an Empire (2014) - Batman v Superman: Dawn of Justice (2016) - Justice League (2017) - Avatar: The Way of Water (2022) |